# 朴英淑
朴英淑（韓語：박영숙，1988年12月18日—），韓國女子乒乓球運動員，擅長雙打。

## 職業生涯
朴英淑于2009年的白俄羅斯公開賽及2013年的韓國公開賽中奪得女子雙打冠軍。於2013年世界乒乓球錦標賽和李相秀合作，奪得混合雙打亞軍。